# 盖乌斯·特雷恩蒂乌斯·瓦罗
盖乌斯·特雷恩蒂乌斯·瓦罗（Gaius Terentius Varro，?—?）古罗马政治活动家和统帅。
特雷恩蒂乌斯·瓦罗曾于前218年任裁判官，而后于前216年任执政官。当时正是第二次布匿戰爭的高潮时期，迦太基统帅汉尼拔率军深入意大利内地。瓦罗与该年的执政官同僚卢基乌斯·埃米利乌斯·保卢斯共同率领罗马军队。由於瓦羅堅持要主動出擊擊敗漢尼拔，因此羅馬徵召了一隻史無前例的龐大軍隊，約8萬7千人，在南義大利的坎尼展開會戰抵抗汉尼拔。由于在战术素养上与汉尼拔存在较大差距，瓦罗和保卢斯指挥的罗马军队遭到惨败，保盧斯和前騎兵長官米努基烏斯戰死，而瓦羅則逃離了戰場。坎尼会战的失利振动了整个罗马，羅馬城緊急動員，甚至把奴隸和罪犯都釋放充軍。事後，瓦羅回到了羅馬，未遭受責難反而受到熱烈的歡迎，前獨裁官費邊還提議讓瓦羅擔任獨裁官，但瓦羅羞愧地拒絕了。
瓦罗于前215年至前213年任资深执政官，指挥罗马军队在皮凯努姆地区的战斗任务。前208年~207年，他以资深裁判官的身份负责在伊特鲁里亚地区对抗汉尼拔的弟弟哈斯德鲁巴尔·巴卡。前200年，瓦罗以大使身份（实际是总督）赴非洲。他以后的事迹不详。

## 资料来源
- 苏联历史百科全书·人物卷，1961~1973

| 前任： 马尔库斯·阿蒂利乌斯·雷古鲁斯 & 盖乌斯·塞尔维利乌斯·格米努斯 | 罗马执政官 前216年 与卢基乌斯·埃米利乌斯·保卢斯共职 | 繼任： 提贝里乌斯·塞姆普罗尼乌斯·格拉古 & 卢基乌斯·波斯图米乌斯·阿尔比努斯 |

1. ↑  活动时间公元前3世纪